# (300102) 2006 UU269
(300102) 2006 UU269 es un asteroide que forma parte del cinturón interior de asteroides, descubierto el 27 de octubre de 2006 por el equipo del Spacewatch desde el Observatorio Nacional de Kitt Peak, Arizona, Estados Unidos.

## Designación y nombre
Designado provisionalmente como 2006 UU269.

## Características orbitales
2006 UU269 está situado a una distancia media del Sol de 1,879 ua, pudiendo alejarse hasta 2,076 ua y acercarse hasta 1,683 ua. Su excentricidad es 0,104 y la inclinación orbital 18,87 grados. Emplea 941,391 días en completar una órbita alrededor del Sol.

## Características físicas
La magnitud absoluta de 2006 UU269 es 18.